# Rywaczki (wieś)
Rywaczki – wieś w Polsce położona w województwie śląskim, w powiecie kłobuckim, w gminie Miedźno.
W latach 1975–1998 miejscowość administracyjnie należała do województwa częstochowskiego.